# Aérocolie
L'aérocolie est l'augmentation de volume du côlon, faisant suite à la présence de gaz en trop grande quantité. Elle est due le plus fréquemment à des fermentations intestinales excessives, consécutives à une colite spasmodique d'origine nerveuse, ou même à une colite atonique due à une mauvaise diététique. Les gaz seront évacués par voie anale (vent ou pet).